# Årängsån
Årängsån är en å som har sitt ursprung i sjön Rossen och mynnar ut i Dalälven (Bysjön) strax söder om By. Kanotled finns mellan Hede och By.